# 马尔凯拉
马尔凯拉（Malkera），是印度贾坎德邦丹巴德县的一个城镇。总人口9804（2001年）。

## 人口
该地2001年总人口9804人，其中男性5279人，女性4525人；0—6岁人口1416人，其中男705人，女711人；识字率64.32%，其中男性为75.26%，女性为51.56%。